# 鉄羅漢玄竜
鉄羅漢玄竜（てつらかんげんりゅう）はTBS系列の時代劇『水戸黄門』に登場する悪役。配役は天津敏。
1974年放送の『水戸黄門 第5部』に登場し、「史上最強の刺客」といわれている。
また2017年放送の『水戸黄門』にも登場した。配役は小沢仁志。

## 設定・横顔
肥前五島列島の五島藩の福江藩筆頭家老・宍戸源左衛門（安部徹）の命によって、五島藩の安里（あり）姫（小林由枝）と彼女の嘆願を受け五島へと向かった光圀の命を、各地の悪人と手を組んで狙う。武器は日本刀と鎖分銅を仕込んだ錫杖で、法師の姿をしており光圀たちには「人ならざるもの」「化け物」と呼ばれた。特筆すべき点はなんといってもその戦闘能力で、日本刀と鎖分銅を仕込んだ錫杖を自由自在に操る戦闘技量と、忍者顔負けの身軽さ、妖術じみた奇怪な術、光圀をも欺くほどの奸智に秀でた狡猾さを持ち合わせているのはもちろん、その人並外れた怪力と大陸伝来の拳法は徒手空拳のみで人間を殺せるほど。
その上、自身と同じ法師の格好をした者や忍者のような出で立ちの者から一介のゴロツキに至るまで多数の配下を従えているほか、東は江戸から西は長崎まで全国各地のならず者や刺客たちに顔を利かせる豊富な闇のコネクション・情報網や、その土地の悪党を言葉巧みに味方として抱き込んでしまう話術・交渉術を兼ね揃えており、その豊富な戦力、組織力、そして首魁の玄竜の統率力の完璧さゆえ、道中で幾度と光圀や安里姫の暗殺に失敗しようとも、光圀一行もまた玄竜一味を退かせるのがやっとだった。
刺客らしく、標的や邪魔する者はもちろん、例え味方であろうとも役に立たなかったり用済みと見なせば、躊躇なく殺害する（影武者として立てられた偽の光圀一行を皆殺しにした際には、彼らが偽物と知るや、殺しの報酬を求めてきた知り合いのヤクザ一味に対し「偽物の殺しに金を払う意味はない」という理由から慈悲もなく斬殺した）など、徹底して冷酷残忍な性格の合理主義者。なお第1話の江戸では、安里姫の護衛の玉ノ浦朝英（横内正の二役）を殺害している。
一応、ある回では「無駄な殺しはしない」と宣言する一面もあるが、別の回では光圀一行を牽制するために無関係の平民の老婆を人質に取り、さらにはその老婆を助けようとした息子を手下たちの凶弾で殺している。
第5部最終回の前編（第25話）では長崎の地で光圀一行を奸計で小屋に閉じ込めて爆破し、シリーズでは初めて光圀を一時生死不明に追いやった（最終回の後編の最終話（第26話）では辛くも爆破寸前に脱出していた事が判明し、無事生還している）。
第26話での五島での最終決戦においても、（演出上の）補正など一切なしでその怪物じみた強さを遺憾なく発揮し、助格と弥七が全力を尽くしても全く太刀打ちできなかった。だが最終的には、清で少林寺拳法の修行を積んだ朝英の弟・玉ノ浦朝勇（夏八木勲）が一行の助太刀に入り、玄竜との一対一の死闘の末に形勢不利と見た玄竜が逃げようとした所を腹を殴りつけ、怯んだ隙にさんざん一行を苦しめてきた錫杖を奪い取り、渾身の力を込めて胸を突き刺す事で倒した。
BS-TBS版では、八戸藩城代家老・梶川修理（石橋蓮司）が光圀暗殺のために雇った刺客として再登場しているが、ここでは放送回数が圧倒的に少なかった（第5部の全26回に対し全10回）ためか、登場回数は第4話と第5話のわずか2回で、第5部ほどの化け物級の刺客としては描かれなかった。それでも同シーズンにおいては初めて助格や弥七を苦戦させるなど、それまで相対した悪党とは一味違うインパクトの強さは健在だった。

## 「史上最強の刺客」と謳われし所以
その後のシリーズに登場した刺客たちは、基本的に途中で利用した旅先での悪党たちを使い捨ての同志または手下にする事はあれど、形勢が不利になれば見捨てて一目散に逃亡し、残された当地の悪党たちは光圀に裁かれるパターンが基本となり、皆殺しにまでされるケースはほとんどどなかった（盗賊または浪人の一団などの例外もあり）。
また刺客たち自身も、最後は光圀一行の誰かが雪辱を果たす形で倒すか、総力戦に敗れた後、後ろ盾である黒幕が倒れた事で自ら命を絶つ形で敗北・破滅するパターンがほとんどであり（中には同志たちや首領から捨て駒にされながらも光圀一行に助けられたり、霞のお新やかげろうお銀のように光圀の温情を前に改心し、寝返るなどして味方になった者もたまにいる）、「光圀一行ではない助っ人のゲストが単独で討ち果たす」形で勝利できたパターンは、玄竜をおいて他に例がない。
そんなシリーズ屈指の残虐性、そして結果的に「最後まで光圀一行の者たちの手では倒す事ができなかった」という特異性こそ、玄竜が「シリーズ最強の敵」と称される理由である。
この「最強の敵」ぶりは、第43部最終回スペシャルでの、これまでの『水戸黄門』シリーズの名場面を振り返る特集でも扱われたほどだった。